# スパークスタート
スパークスタートは、東京吉本に所属していたお笑いコンビ。2004年に結成、2009年1月29日に解散。

## メンバー
ダッチ（1980年1月10日 - ）
- 本名：和田貴裕
- 静岡県生まれ。
- 身長173cm、体重46kg。
- 趣味・特技は、和太鼓、猿のまね、ウェークボード。
- 解散後はピン芸人「亀子のぶお」、「大友利隆」と共にトリオ「チャイム」を結成。

フェロモン森田（1974年10月23日 - ）
- 本名：森田昌希、旧芸名：森田あつき。
- 元デカスロン。
- 大阪府生まれ。帝塚山育ち。
- 身長165cm、体重57kg。A型。
- 趣味・特技は、地図鑑賞、目薬。
- 大阪府立住吉高等学校、立命館大学産業社会学部卒業。
- 解散後はピン芸人「ヤングマン」として活動。爪楊枝芸であらびき団、おもろげ動画show、世界1のSHOWタイム〜ギャラを決めるのはアナタ〜、おはスタといったテレビ番組に出演。また、マネキン買いができるメンズファッションZUBORA.net(ずぼらネット)でファッションコーディネイト術を披露している。
- 芸歴15年目を区切りに引退後は、中小企業診断士の資格を取得。

## 芸風
- 「もううんざり」をお題にショートコント風でダッチが和太鼓を鳴らし、フェロモン森田が鐘と撥で鳴らす芸などを見せる。
- フェロモン森田は「コンパ芸」でテレビ出演・書籍・雑誌取材などの個人の活動が目立つ。

## 主な出演番組
- エンタの神様（日本テレビ）
- やりすぎコージー（テレビ東京）
- あらびき団（TBS）
- 爆笑オンエアバトル（NHK総合）戦績1勝1敗 最高413KB
- PLAY!AWA'S 〜美と笑いの大お見せ合いパーティ〜（GyaO）